# Ivan Božić (povjesničar)
Ivan Božić (Makarska, 23. travnja 1915. – Beograd, 20. kolovoza 1977.), hrvatski, crnogorski i srpski povjesničar. 
Studirao je povijest na Filozofskom fakultetu u Beogradu od 1934. do 1938. godine. Radio kao profesor na Filozofskom fakultetu u Beogradu. 1951. doktorirao na istom fakultetu disertacijom Dubrovnik i Turska u 14. i 15. stoljeću, koja je objavljena godinu poslije. Proučavao je srednjovjekovnu povijest Dubrovnika i južnoslavenskih naroda (Dubrovnik i Turska u XIV. i XV. veku, 1952. i dr.).
Bio je redoviti član Crnogorske akademije znanosti (CANU) i dopisni član Srpske akademije znanosti (SANU).